# Sauz de Armenta
Sauz de Armenta är en ort i Mexiko.   Den ligger i kommunen San Francisco del Rincón och delstaten Guanajuato, i den centrala delen av landet, 300 km nordväst om huvudstaden Mexico City. Sauz de Armenta ligger 1 817 meter över havet och antalet invånare är 941.
Terrängen runt Sauz de Armenta är platt åt nordost, men åt sydväst är den kuperad. Runt Sauz de Armenta är det tätbefolkat, med 308 invånare per kvadratkilometer. Närmaste större samhälle är San Roque, 16,9 km nordväst om Sauz de Armenta. I omgivningarna runt Sauz de Armenta växer huvudsakligen savannskog.